# Bijela Stijena
Bijela Stijena is een plaats in de gemeente Okučani in de Kroatische provincie Brod-Posavina. De plaats telt 53 inwoners (2001).